# Carlinville (Illinois)
Carlinville es una ciudad ubicada en el condado de Macoupin en el estado estadounidense de Illinois. En el Censo de 2010 tenía una población de 5917 habitantes y una densidad poblacional de 951,9 personas por km².

## Geografía
Carlinville se encuentra ubicada en las coordenadas 39°16′53″N 89°52′52″O / 39.28139, -89.88111. Según la Oficina del Censo de los Estados Unidos, Carlinville tiene una superficie total de 6.22 km², de la cual 6.22 km² corresponden a tierra firme y (0%) 0 km² es agua.

## Demografía
Según el censo de 2010, había 5917 personas residiendo en Carlinville. La densidad de población era de 951,9 hab./km². De los 5917 habitantes, Carlinville estaba compuesto por el 96.45% blancos, el 1.5% eran afroamericanos, el 0.2% eran amerindios, el 0.46% eran asiáticos, el 0.02% eran isleños del Pacífico, el 0.42% eran de otras razas y el 0.95% pertenecían a dos o más razas. Del total de la población el 1.08% eran hispanos o latinos de cualquier raza.